# Овертон (Техас)
Овертон (англ. Overton) — місто (англ. city) в США, в округах Раск і Сміт штату Техас. Населення — 2275 осіб (2020).

## Географія
Овертон розташований за координатами 32°16′32″ пн. ш. 94°58′21″ зх. д. / 32.27556° пн. ш. 94.97250° зх. д. (32.275636, -94.972540).  За даними Бюро перепису населення США в 2010 році місто мало площу 17,48 км², з яких 17,35 км² — суходіл та 0,13 км² — водойми.

## Демографія
Згідно з переписом 2010 року, у місті мешкали 2554 особи в 935 домогосподарствах у складі 639 родин. Густота населення становила 146 осіб/км².  Було 1086 помешкань (62/км²).
Расовий склад населення:
| - 80,0 % — білих - 16,1 % — чорних або афроамериканців - 0,4 % — корінних американців - 0,1 % — азіатів - 1,3 % — осіб інших рас |

До двох чи більше рас належало 2,1 %. Частка іспаномовних становила 4,0 % від усіх жителів.
За віковим діапазоном населення розподілялося таким чином: 26,9 % — особи молодші 18 років, 57,9 % — особи у віці 18—64 років, 15,2 % — особи у віці 65 років та старші. Медіана віку мешканця становила 35,2 року. На 100 осіб жіночої статі у місті припадало 91,5 чоловіків;  на 100 жінок у віці від 18 років та старших — 87,4 чоловіків також старших 18 років.
Середній дохід на одне домашнє господарство  становив 57 700 доларів США (медіана — 43 295), а середній дохід на одну сім'ю — 71 578 доларів (медіана — 59 375). Медіана доходів становила 50 385 доларів для чоловіків та 23 600 доларів для жінок. За межею бідності перебувало 18,7 % осіб, у тому числі 24,2 % дітей у віці до 18 років та 7,8 % осіб у віці 65 років та старших.
Цивільне працевлаштоване населення становило 971 особа. Основні галузі зайнятості: освіта, охорона здоров'я та соціальна допомога — 17,0 %, роздрібна торгівля — 13,0 %, науковці, спеціалісти, менеджери — 11,3 %, мистецтво, розваги та відпочинок — 10,6 %.